# 揚季科沃區

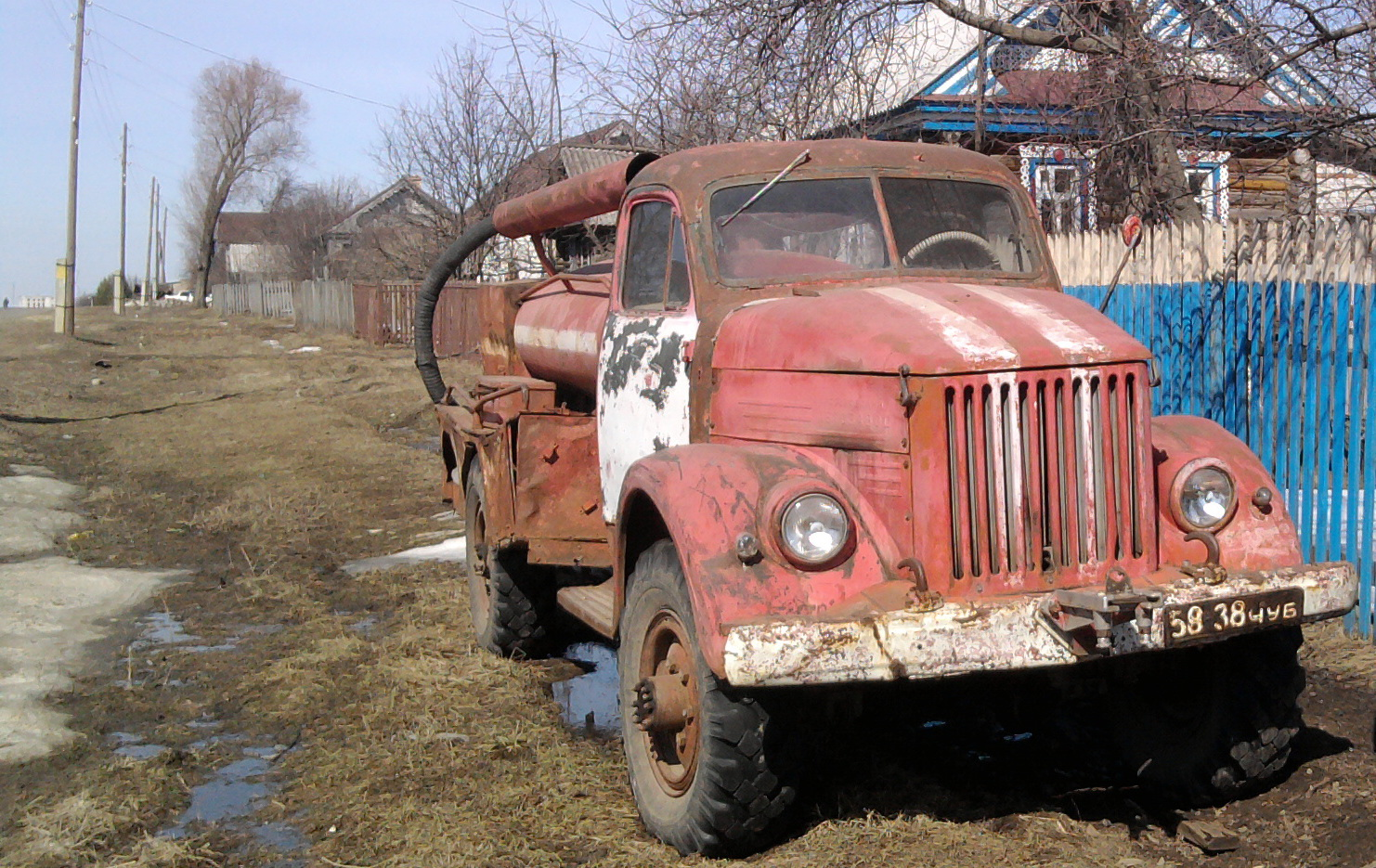

揚季科沃區（俄语：Янтиковский район），是俄羅斯的一個區，位於該國西部，由楚瓦什共和國負責管轄，始建於1935年1月9日，面積524.4平方公里，2010年人口16,421，人口密度每平方公里31.31人。